# 阿塞拜疆电话区号
阿塞拜疆的电话号码分类计划遵從國際電信聯盟電信標準化部門E.164建議格式。
從阿塞拜疆境外撥電話到阿國的人需先撥所在地的国际冠码，再撥阿國的國家地區代碼（即994），無需加长途冠码，然後再撥2位數的地區號碼和7位數的本地號碼。
以從美國致電美國駐巴庫大使館為例，需要撥011 994 12 4980335，如果是從英國撥出，則為00 994 12 4980335（巴庫的地區號碼是12）。
如果是在阿塞拜疆的某一區致電另一區，需要先撥長途冠碼（即是8），然後撥地區號碼和電話號碼。例如從占贾致電巴庫的美國大使館，需要撥8 12 4980335。在上例，如果是本地來電（即是致電給與來電者同一地區號碼的地點），只需撥打4980335。

## 阿塞拜疆的地區號碼
2011年8月1日，阿塞拜疆重組國內电话号码分类的地區號碼。只有巴庫、苏姆盖特和纳希切万自治共和国的地區號碼（12、18和36）維持不變。
| 地區               | 新地區號碼 |
| ------------------ | ---------- |
| 巴库               | 12         |
| 苏姆盖特           | 18         |
| 巴庫地區           | 20         |
| 希爾萬地區         | 21         |
| 占賈地區           | 22         |
| 庫巴地區           | 23         |
| 舍基地區           | 24         |
| 連科蘭地區         | 25         |
| 舒沙地區           | 26         |
| 纳希切万自治共和国 | 36         |